# Lesquielles-Saint-Germain
Lesquielles-Saint-Germain és un municipi francès situat al departament de l'Aisne i a la regió dels Alts de França. L'any 2007 tenia 863 habitants.

## Demografia

### Població
El 2007 la població de fet de Lesquielles-Saint-Germain era de 863 persones. Hi havia 332 famílies de les quals 80 eren unipersonals (36 homes vivint sols i 44 dones vivint soles), 108 parelles sense fills, 116 parelles amb fills i 28 famílies monoparentals amb fills.
La població ha evolucionat segons el següent gràfic:
Habitants censats

### Habitatges
El 2007 hi havia 373 habitatges, 333 eren l'habitatge principal de la família, 24 eren segones residències i 16 estaven desocupats. Tots els 370 habitatges eren cases. Dels 333 habitatges principals, 258 estaven ocupats pels seus propietaris, 69 estaven llogats i ocupats pels llogaters i 6 estaven cedits a títol gratuït; 1 tenia una cambra, 20 en tenien dues, 47 en tenien tres, 102 en tenien quatre i 163 en tenien cinc o més. 189 habitatges disposaven pel capbaix d'una plaça de pàrquing. A 149 habitatges hi havia un automòbil i a 116 n'hi havia dos o més.

### Piràmide de població
La piràmide de població per edats i sexe el 2009 era:
| Homes | Edats   | Dones |
| ----- | ------- | ----- |
| 0     | 95 o +  | 0     |
| 0     | 90 a 94 | 0     |
| 4     | 85 a 89 | 4     |
| 8     | 80 a 84 | 0     |
| 20    | 75 a 79 | 28    |
| 28    | 70 a 74 | 16    |
| 28    | 65 a 69 | 32    |
| 4     | 60 a 64 | 8     |
| 12    | 55 a 59 | 4     |
| 24    | 50 a 54 | 28    |
| 28    | 45 a 49 | 20    |
| 20    | 40 a 44 | 16    |
| 44    | 35 a 39 | 52    |
| 40    | 30 a 34 | 36    |
| 32    | 25 a 29 | 20    |
| 12    | 20 a 24 | 12    |
| 36    | 15 a 19 | 36    |
| 68    | 10 a 14 | 36    |
| 16    | 5 a 9   | 36    |
| 32    | 0 a 4   | 8     |

## Economia
El 2007 la població en edat de treballar era de 542 persones, 367 eren actives i 175 eren inactives. De les 367 persones actives 297 estaven ocupades (166 homes i 131 dones) i 70 estaven aturades (43 homes i 27 dones). De les 175 persones inactives 52 estaven jubilades, 50 estaven estudiant i 73 estaven classificades com a «altres inactius».

### Ingressos
El 2009 a Lesquielles-Saint-Germain hi havia 334 unitats fiscals que integraven 880 persones, la mediana anual d'ingressos fiscals per persona era de 14.565 €.

### Activitats econòmiques
Dels 16 establiments que hi havia el 2007, 1 era d'una empresa alimentària, 3 d'empreses de construcció, 4 d'empreses de comerç i reparació d'automòbils, 1 d'una empresa d'hostatgeria i restauració, 1 d'una empresa immobiliària, 4 d'empreses de serveis i 2 d'entitats de l'administració pública.
Dels 4 establiments de servei als particulars que hi havia el 2009, 2 eren paletes, 1 lampisteria i 1 veterinari.
Dels 2 establiments comercials que hi havia el 2009, 1 era una botiga de menys de 120 m² i 1 una fleca.
L'any 2000 a Lesquielles-Saint-Germain hi havia 9 explotacions agrícoles.

## Equipaments sanitaris i escolars
El 2009 hi havia una escola elemental integrada dins d'un grup escolar amb les comunes properes formant una escola dispersa.

## Poblacions més properes
El següent diagrama mostra les poblacions més properes.